# Bildnis Jules de Jouy
Das Bildnis Jules de Jouy ist ein Gemälde von Édouard Manet. Es ist in Öl auf Leinwand gemalt und hat die Abmessungen 79 × 64 cm. Dargestellt ist Manets Cousin Jules de Jouy in Anwaltsrobe mit einem Aktenbündel unter dem Arm. Das Porträt gehört zu einer Reihe von Bildnissen, die Manet 1879 von Männern aus seinem persönlichen Umfeld schuf. Das mehr als 140 Jahre in Privatbesitz befindliche Gemälde wurde nur selten öffentlich gezeigt, bevor es 2020  in die Sammlung des National Museum Cardiff gelangte.

## Bildbeschreibung
Das Gemälde zeigt das als Halbfigur ausgeführte Porträt des Anwaltes Jules de Jouy. Der Körper des Dargestellten ist nach links gewendet, der Kopf erscheint im Halbprofil. Er trägt die für seinen Berufsstand übliche schwarze Robe mit einem am Hals erkennbaren weißen Stehkragen und dem vor der Brust als weißer Streifen herunterragenden Jabot. Auf dem Kopf vervollständigt das schwarze Barett die Anwaltskleidung. Das variantenreich in Rot- und Rosatönen gemalte Gesicht lässt einen lebhaften Pinselstrich erkennen. Auffällig ist der buschige weiße Backenbart, der bereits auf einer vorbereitenden Skizze (Musée Marmottan Monet, Paris) als markantes Merkmal vorhanden ist. Im Gegensatz zum hellen Bart erscheinen die Augenbrauen nahezu schwarz. Die braunen Augen wirken durch die Gläser der aufgesetzten Brille wie vergrößert. Den Ausdruck der Augen beschreibt Manets Biograf Gotthard Jedlicka als „lebendig“. Für ihn scheinen die Augen „mit dem Blick des Betrachters Beziehung zu suchen“.
Während das Gesicht sorgsam ausgearbeitet ist, wirkt die vor den Bauch ausgestreckte linke Hand grober ausgeführt. Auffälliges Detail ist hier ein am kleinen Finger getragener goldener Ring mit einem großen eckigen bläulichen Stein. Ein ähnlicher Blauton findet sich beim Umschlag des dicken Aktenbündels, das der Dargestellte unter seinem linken Arm geklemmt hat. Auf dem Umschlag finden sich die Datierung, Widmung und Signatur „1879 à J. Dejouy E. Manet“. Der Hintergrund ist in einem nahezu monochromen Braunton gehalten, der lediglich im Bereich rechts neben dem Kopf eine hellere Ausführung aufweist.
Für Jedlicka ist das Bildnis des Jules de Jouy „ein Meisterwerk der Bildnismalerei“. Ähnlich äußerte sich der Kunstkritiker Karl Scheffler, der das Gemälde als „blendend gemalt“ beschrieb. Zugleich hob er die „sehr eindrucksvolle“ „daumierhaften Haltung“ des Advocaten de Jouy hervor, eine Anspielung auf die Darstellung von Juristen im Werk des Malers Honoré Daumier. Auch Jedlicka sah Ähnlichkeiten zwischen Manets Bildnis des Jules de Jouy mit den karikaturhaften Typen-Darstellungen bei Daumier. In Manets Bildnis sei „die behäbige Gestalt des Mannes“ durch die auf den Bauch gelegte Hand betont und dadurch die Erscheinung eines „genießerischen“ „Bürgers und Beamten“ erfasst.

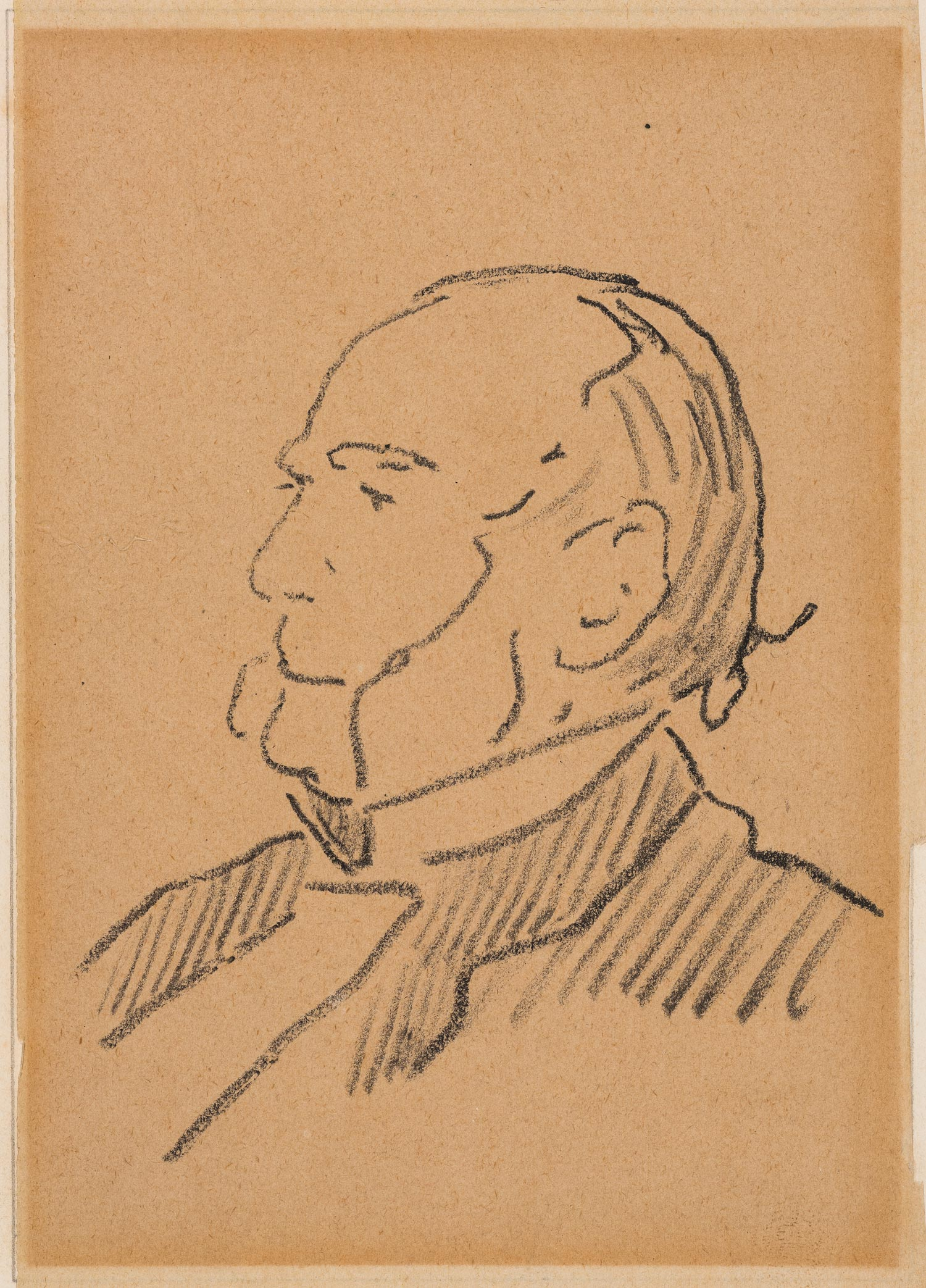
Édouard Manet: Portrait de Monsieur de Jouy, 1879, vorbereitende Zeichnung
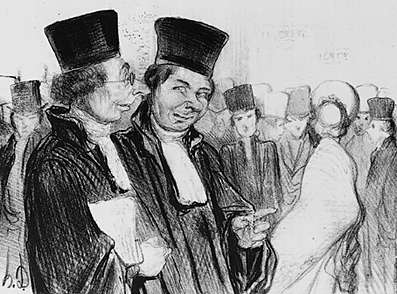
Honoré Daumier: Anwälte, 1841, Radierung

## Der Anwalt der Familie
Jules de Jouy kam 1815 zur Welt. Er war somit 17 Jahre älter als sein Cousin Édouard Manet. De Jouys Mutter Emilie war eine Schwester von Manets Vater Auguste. Zwischen dem Maler und seinem Cousin bestand eine enge Bindung, wovon ein erhaltener Brief zeugt, den Manet am 26. Februar 1849 aus Rio de Janeiro an de Jouy schrieb. Manet bezeichnete hierin de Jouy als einen „lieben Freund“. Im selben Jahr wurde de Jouy Anwalt am Kassationsgericht. Das 30 Jahre später entstandene Bildnis Jules de Jouy zeigt Manets Cousin als typischen Vertreter seines Berufsstandes. Als solcher wurde er von dem Familie Manet immer wieder in juristischen Fragen zu Rate gezogen. Beispielsweise bestimmte Manet de Jouy als seinen Testamentsvollstrecker. De Jouy verfügte über ein Haus in Gennevilliers, in dem Manet mit seiner Familie im Sommer 1874 die Ferien verbrachte. Nach seinem Tod überließ de Jouy das Haus Manets Witwe Suzanne zur unentgeltlichen Nutzung. De Jouy besaß neben seinem eigenen Porträt von Manet auch das Stillleben Zwei Birnen und das Bildnis Berthe Morisot im Profil.

## Manets Männerporträts um 1879
Unter den von Manet geschaffenen Porträts überwiegt die Darstellung von Frauen. Vor allem in seinen letzten Lebensjahren gehörten sie zu seinen beliebtesten Leinwandmotiven. In geringerer Zahl malte er jedoch auch immer wieder Männer. Gemeinsam ist diesen Bildnissen die persönliche Beziehung zwischen Maler und Porträtierten, da Manet weitestgehend auf professionelle Modelle verzichtete und stattdessen Personen aus seinem Umfeld als Bildmotiv wählte. Im Jahr 1879 schuf Manet neben dem Bildnis Jules de Jouy einige weitere Porträts von Männern, die ihm wie sein Cousin in besonderer Weise nahe standen. So malte er im selben Jahr das Bildnis Antonin Proust (Toledo Museum of Art), in dem er den Journalist und Politiker Antonin Proust porträtierte, der schon seit der Schulzeit zu seinen Freunden gehörte. Während der Jurist de Jouy in Amtstracht porträtiert wurde, stellte Manet den Freund Proust als typischen Pariser Flaneur mit dem Spazierstock als Requisit dar. Seine in die Hüfte gestemmte rechte Hand unterstreicht die energische Erscheinung des Freundes. Im Gegensatz dazu kann die beim Cousin de Jouy auf den Bauch gelegte Hand als Hinweis auf Behäbigkeit gedeutet werden. Auch der Politiker Georges Clemenceau gehörte zum Bekanntenkreis von Manet, der ihn ausdrucksstark mit verschränkten Armen hinter einem Pult zeigt (Kimbell Art Museum, Fort Worth). Hier ist das vor ihm liegende Manuskript ein Hinweis auf einen Redebeitrag, so wie im Porträt des Anwaltes de Jouy das Aktenbündel die vor Gericht wichtigen Argumente versammelt. Ganz ohne solche Requisiten kommt das als Pastellbild ausgeführte Porträt des irischen Dichters George Moore (Metropolitan Museum of Art, New York) aus. Manet zeigt den 20 Jahre jüngeren Schriftsteller als spontanes Porträt eines Freundes, den er aus dem Künstlerlokal Café de la Nouvelle Athènes kannte. Neben diesen drei Bildnissen von Männern aus dem direkten Umfeld schuf Manet 1879 mit dem Selbstporträt mit Palette (Privatsammlung) eines seiner wenigen Selbstbildnisse.

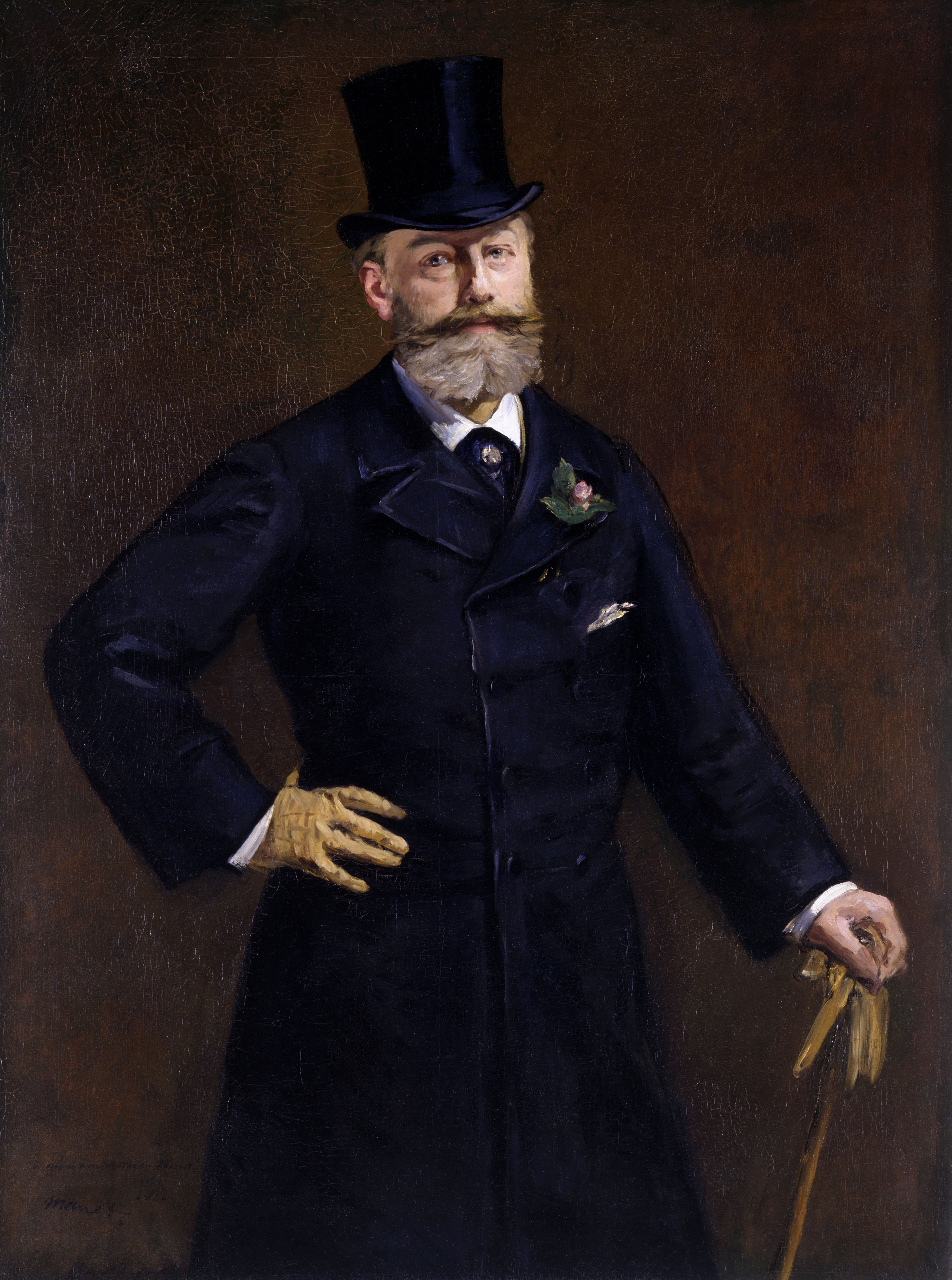
Édouard Manet: Bildnis Antonin Proust, 1879
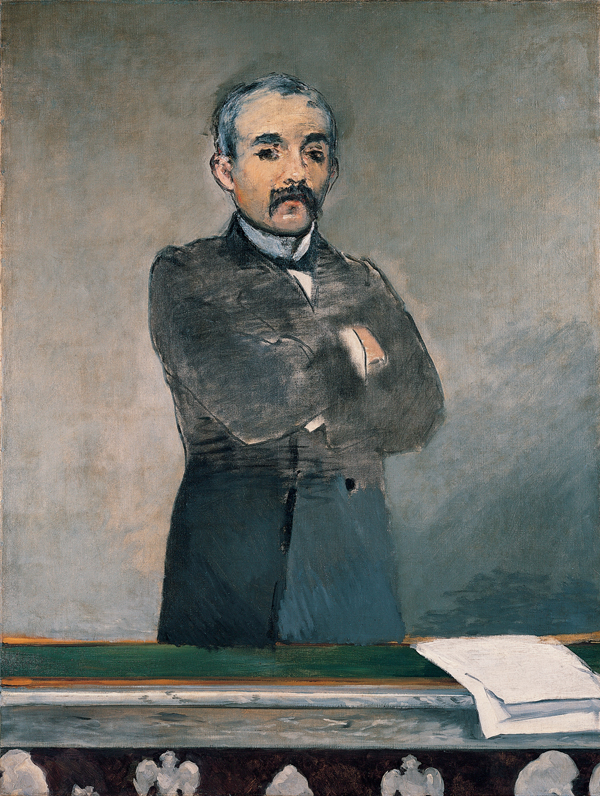
Édouard Manet: Bildnis Georges Clemenceau, 1879
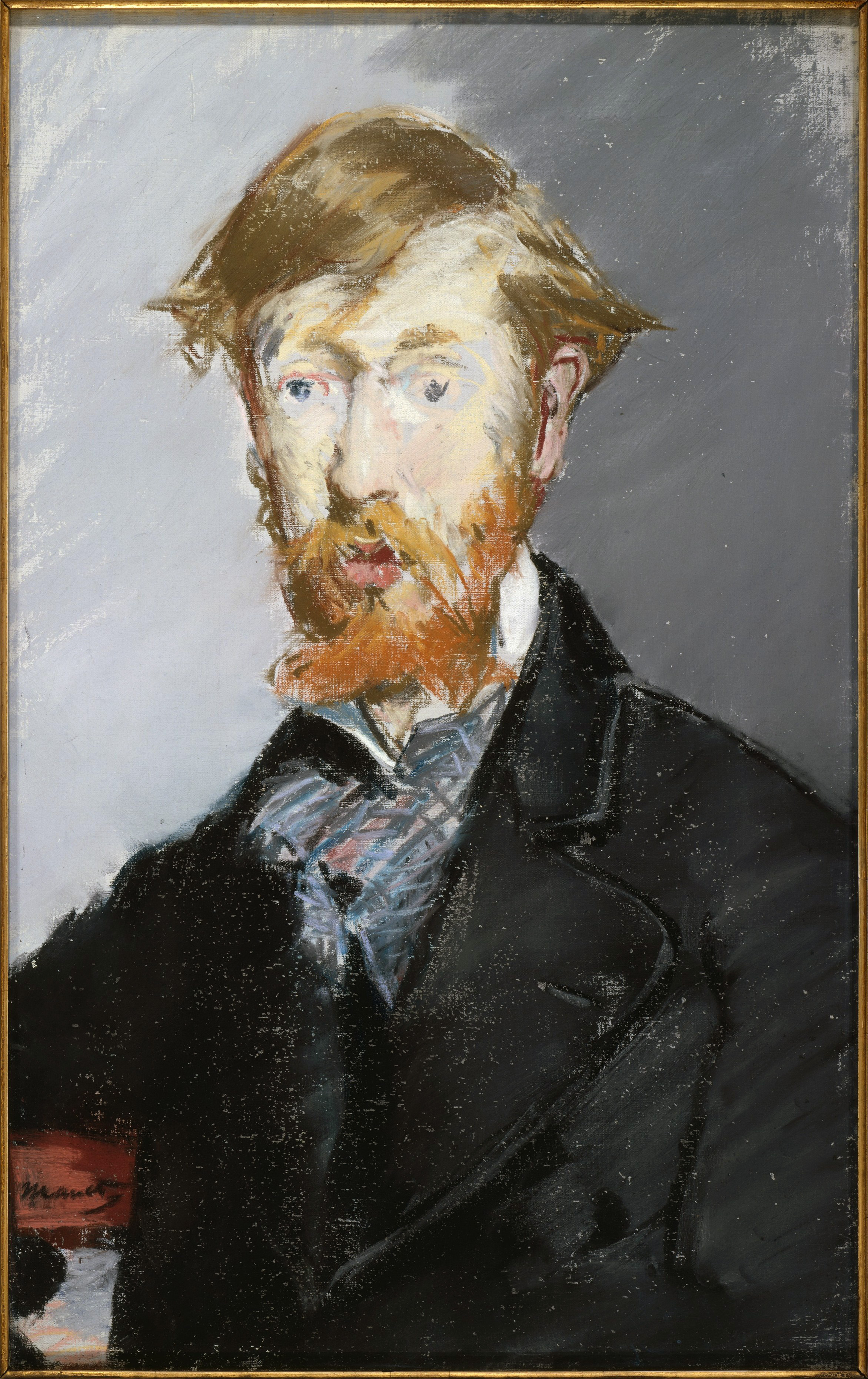
Édouard Manet: Bildnis George Moore, 1879
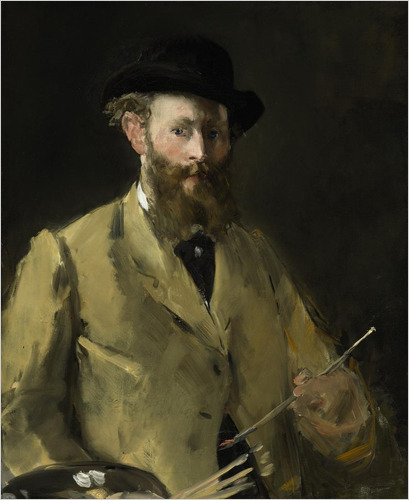
Édouard Manet: Selbstporträt mit Palette, 1879

## Provenienz
Der früheste bekannte Besitzes des Gemäldes nach Manet ist der im Bild dargestellte Jules de Jouy. Er lieh das Bild 1884 zur Manet-Gedächtnisausstellung in der Pariser École des Beaux-Arts aus. Es ist nicht bekannt, ob das Gemälde ein Geschenk von Manet an seinen Cousin war. De Jouy behielt das Bild bis zu seinem Tod 1894. Er vermachte das Bild an den befreundeten Anwalt Maugras, der zudem als sein Testamentsvollstrecker fungierte. Nachdem das Gemälde 1926 in einer Impressionisten-Ausstellung im Berliner Kunstsalon von Paul Cassirer ausgestellt wurde, war es 1928 in der Manet-Ausstellung in der Galerie Matthiesen als Leihgabe aus Berliner Privatbesitz zu sehen. Bei der großen Manet-Retrospektive 1932 im Pariser Musée de l’Orangerie trat als Leihgeber des Gemäldes der aus Chemnitz stammenden Textilunternehmers Erich Goeritz in Erscheinung. Um Repressionen aufgrund seiner jüdischen Herkunft zu entgehen, emigrierte Goeritz 1934 mit seiner Frau und den beiden Söhnen aus Deutschland über Luxemburg ins Vereinigte Königreich. Dabei konnte er Teile seine Kunstsammlung mit nach London nehmen, darunter auch Manets Bildnis des Jules de Jouy. Nach seinem Tod 1955 erbte sein Sohn Thomas Goeritz (1918–1973) das Gemälde. Das Bild blieb danach weiter in Familienbesitz, bis es 2020 zum Ausgleich für Erbschaftssteuer in den Besitz des National Museum Cardiff gelangte.